# Blage duše
Blage duše je drama Frana Detele iz leta 1921.

## Obnova

### Osebe
- Dr. Muren, Ivan Čuren, veljaka.
- Emilija, Čurnova hči.
- Albin Lešnik, zasebnik.
- Matija Stopar, trgovec.
- Katarina, njegova žena.
- Karlina, njuna hči.
- Anton Kotnik, uradnik.
- Natakarica.
- Hišna.

### 1.dejanje
Čuren in Muren prideta na letovišče,da bi se resno pogovorila z Lešnikom; sta namreč njegova poroka, prepozno sta odkrila, da je razsipnik, navajen živeti na tuj račun. Treba mu bo priskrbeti  dobro službo v posojilnici, kjer imata odločilno besedo, eno mesto se je pravkar spraznilo – ali pa ga poročiti z  denarno nevesto, Stoparjeva Karlina bi bila kar prava, pa še tu na letovišču je... Lešnik se na vse kriplje brani obojega, predlaga, naj mu dolg kot neizterljiv preprosto zbrišejo, na račun varčevalcev seveda. Toda veljaka nista za to in Lešnik mora končno popustiti, med službo in poroko bo izbral manjše zlo. Veljaka mu vsilita že napisano prošnjo za službo in ga pred Stoparjem hvalita do neba. Karlina sicer že ima svojega oboževalca , Kotnika,ki pa ga Stoparica nemara , ker nič ni. Ko Lešnik izve, da Kotnik prosi za službo v posojilnici, se »žrtvuje« , in svojo prošnjo raztrga. Emilijo njegova plemenitost tako prevzame, da kar pozabi na svojega zaročenca Murna.

### 2. dejanje
Lešnik se je prikupil vsem, Emilija je že kar zaljubljena, pa tudi Karlina bi se bila pripravljena »žrtvovati« in ubogati mater, ki navija zanj. Lešnik spretno vozi med obema dekletoma ,ne da bi rekel jasno besedo, hkrati pritisne na Čurna in Murna, naj izposlujeta Kotniku službo, ki se ji je sam odrekel. Veljaka morata poklapana oditi, Lešnik žanje občudovanje, le Stopar je nezaupljiv, ta velikodušnost je sumljiva, Kotnik naj kar ostane v rezervi, seveda, če dobi službo…

### 3. dejanje
Emilija pove očetu, da daje slovo dr. Murnu, ker ljubi Lešnika, ki je tako blaga duša. Čuren je ves iz sebe, vendar mora jezo odložiti, saj se pri njem zberejo vsi, nazadnje privihra še Katarina, jezna, ker se je mož oklevanja naveličal in hčer zaročil s Kotnikom. Vtem pride Kotnik, neizmerno hvaležen za službo, saj je s tem dobil tudi ljubljeno nevesto! Katarini zavre kri: vsi si jih vodili za nos, na skrivaj so delali za Kotnika, Lešnika pa je njeni hčeri prevzela Emilija – fej, tako prijateljstvo, vsaj ve, s kom ima opravka! Užaljena odide in odvede s seboj tudi moža in hčer, Emilija pa pozove Lešnika, naj jo zasnubi. Toda Lešnika je sama plemenitost: Čuren in Muren sta mu že toliko dobrega storila, da ne more enemu odpeljati ljube hčere, drugemu ljubljene neveste, ne, v plemenitosti se ne pusti prekositi nikomur! Emilija v solzah zbeži, veljaka pa spoznata, da se jima je Lešnik spretno izmuznil – če nočeta z lastnim premoženjem plačevati tujih dolgov, mu morata dolg izbrisati, ne gre drugače, saj se nobeden od njiju ni pripravljen žrtvovati.  